# 波瓦坦 (路易斯安那州)
波瓦坦（英語：Powhatan），是美国路易斯安那州下属的一座村镇。根据2010年美国人口普查，该市有人口135人。建置上，属于“village”。